# Hypentelium roanokense
Hypentelium roanokense is een straalvinnige vissensoort uit de familie van de zuigkarpers (Catostomidae). De wetenschappelijke naam van de soort is voor het eerst geldig gepubliceerd in 1947 door Raney & Lachner.